# Résolution 1988 du Conseil de sécurité des Nations unies
Membres permanents
- Chine
- États-Unis
- France
- Royaume-Uni
- Russie

Membres non permanents
- Afrique du Sud
- Allemagne
- Bosnie-Herzégovine
- Brésil
- Colombie
- Gabon
- Inde
- Liban
- Nigéria
- Portugal

Résolution no 1987 Résolution no 1989
La résolution 1988 du Conseil de sécurité des Nations Unies a été adoptée à l'unanimité le 17 juin 2011. Après avoir rappelé ses résolutions 1267 (1999), 1333 (2000), 1363 (2001), 1373 (2001), 1390 (2002), 1452 (2002), 1455 (2003), 1526 (2004), 1566 (2004), 1617 (2005), 1624 (2005), 1699 (2006), 1730 (2006), 1735 (2006), 1822 (2008) et 1904 (2009) sur le terrorisme et la menace contre l'Afghanistan, le Conseil de sécurité a imposé des régimes de sanctions aux Taliban distinct de celui concernant Al-Qaïda,. 
La résolution 1988 portait sur les sanctions contre les talibans, tandis que la résolution 1989 (2011) traitait des sanctions contre Al-Qaïda. Jusqu’à l’adoption des deux résolutions, les sanctions contre les talibans et Al-Qaïda étaient gérées par le même comité des sanctions. 

## Détails
Le Conseil de sécurité a réaffirmé que la situation en Afghanistan continuait de constituer une menace pour la paix et la sécurité internationales. Le dispositif de la résolution, adoptée en vertu du Chapitre VII de la Charte des Nations Unies, comprenait: 
- Un nouveau régime de sanctions visant les talibans et leurs associés ;
- Les individus afghans-talibans figurant sur la liste des individus sanctionnés créée après la résolution 1267 ont été transférés vers la nouvelle liste de sanctions créée par la résolution actuelle ;
- Un nouveau « Comité des sanctions contre l’Afghanistan », organe subsidiaire du Conseil de sécurité sous la forme d'un Comité du Conseil incluant tout ses membres, a été créé pour superviser la mise en œuvre des sanctions à savoir l'embargo sur les armes, le gel des avoirs et les interdictions de voyager[5];
- Le nouveau comité des sanctions devait lever les sanctions contre les anciens membres des talibans qui avaient renoncé à la violence et rejoint le processus de réconciliation[6];
- Le gouvernement afghan devait envoyer au Comité une liste de personnes qui, selon lui, pourraient être radiées de la liste ;
- Le nouveau régime de sanctions devait être transparent et les sanctions devaient être appliquées de manière équitable.

L’annexe de la résolution fournit des instructions au nouveau Comité des sanctions.

## Voir également
- Comité des sanctions contre Al-Qaïda et les Taliban
- Liste des résolutions du Conseil de sécurité des Nations unies sur l'Afghanistan
- Sanctions internationales